# Библиотека-депозитарий
Библиоте́ка-депозита́рий — библиотека, обеспечивающая приём от других библиотек и гарантированное постоянное хранение малоиспользуемых документов, а также удовлетворение потребностей в них. Библиотека-депозитарий может быть как универсальной, так и специализированной. Она имеет предписанные нормативно-правовыми актами обязательства по сохранению малопопулярных, но представляющих ценность единиц книжного фонда. Во многих странах эти учреждения хранят обязательные экземпляры издаваемых в стране произведений.

## Библиотеки-депозитарии по странам

### В России
Сложившаяся в России система депозитарного хранения библиотечных фондов функционирует с 1970-х годов. В 1977 году были созданы 16 зональных (межрегиональных) библиотек-депозитариев. Процесс создания и функционирования системы курировал специальный орган — Сектор депозитарного хранения Государственной публичной библиотеки. Им издавались нормативные акты и библиотековедческие исследования, а к 1983 году в депозитариях хранилось более 6 млн экземпляров.
Констатируется, что система депозитарного хранения литературы в современной России пребывает в неудовлетворительном состоянии и испытывает дефицит финансирования.

### В Украине
В статье 17 Закона Украины «О внесении изменений в Закон Украины „О библиотеках и библиотечном деле“» указано, что «редкие, но ценные в научном и художественном отношении документы передаются в библиотеки-депозитарии».
Библиотеки-депозитарии организованы на базе крупных научных библиотек всех систем и ведомств для рационального размещения, хранения и использования малоупотребительных документов. Они должны исчерпывающе комплектовать свои фонды малоприменимыми документами по отраслям знания и темами, закреплёнными за ними, в количестве 1-3 экземпляра.
Для координации комплектования, профилактики дублирования, оперативного удовлетворения запросов специалистов малоприменимыми документами создается «Единый профиль комплектования малоприменимыми документами библиотек депозитариев Украины». «Единый профиль…» — это программный документ, который определяет научно обоснованное формирование фондов малоупотребительных документов в библиотеках-депозитариях, даёт возможность закрепить соответствующее соотношение в комплектовании и хранении малоупотребительных документов универсальными и отраслевыми библиотеками-депозитариями.
«Единый профиль…» даёт возможность не только целенаправленно управлять комплектованием фондов малоприменимыми документами, но и развивать межбиблиотечные связи библиотек различных систем и ведомств. Этот документ составлен на основе «Положения о системе депозитарного хранения библиотечных фондов Украины» (утратил силу в 2016 году) и «Инструкции о порядке отбора и передачи на депозитарное хранение малоупотребительных документов из библиотечных фондов Украины».
В общей сложности на Украине 14 библиотек-депозитариев, для каждой из которых указаны несколько областей знаний:
- Национальная парламентская библиотека Украины (универсальная, также включает периодические журнальные издания)
- Национальная библиотека Украины имени В. И. Вернадского (5 профилей, включая периодические газетные издания)
- Государственная научно-техническая библиотека Украины (научно-технические профили, а также патентные документы)
- Центральная научная сельскохозяйственная библиотека НААН
- Национальная научная медицинская библиотека Украины
- Национальная историческая библиотека Украины
- Львовская научная библиотека имени В. Стефаника
- Государственная научная архитектурно-строительная библиотека имени В. И. Заболотного
- Центральная государственная научно-техническая библиотека горно-металлургического комплекса Украины
- Центральная научно-техническая библиотека пищевой и перерабатывающей промышленности Украины
- Центральная научно-техническая библиотека угольной промышленности Украины
- Центр повышения квалификации руководящих работников и специалистов промышленности
- Крымская республиканская универсальная научная библиотека имени И. Я. Франко (захвачена Россией, временно не контролируется украинскими властями)
- Республиканская библиотека для слепых им. М. Островского (документы, набранные рельефно-точечным шрифтом)

### В Соединённых Штатах Америки
Законодательство США о библиотеках-депозитариях развивается с 1895 года, когда был принят Закон о печати, хотя некоторые основы были заложены ранее. Закон пересмотрел ранние акты о публичной печати и установил роли Федеральной депозитарной библиотечной программы и государственного издательства США в распространении правительственной информации. Закон также возлагал руководство программой на суперинтенданта публичных документов. Впоследствии принимались и другие нормативные документы, а Закон о библиотеках-депозитариях пересмотрел 5 более ранних актов и наделил депозитарными полномочиями некоторые библиотеки.
Существует 2 типа библиотек-депозитариев:
- Региональная библиотека-депозитарий. В каждом штате их может быть максимум две, хотя большинство штатов имеют одну. Региональные библиотеки обязаны хранить копии всех полученных правительственных изданий и предоставлять такие услуги, как межбиблиотечный кредит и ссылки на выборочные библиотеки-депозитарии, которые они обслуживают. Региональные библиотеки также должны помогать выборочным библиотекам избавляться от ненужных единиц фонда. Большинство региональных библиотек-депозитариев являются академическими учреждениями. По состоянию на март 2018 года насчитывается 46 региональных библиотек-депозитариев, причем 6 штатов обслуживаются региональными библиотеками на территории других штатов. Штат Вайоминг не обслуживается региональной библиотекой.
- Выборочная библиотека-депозитарий. В каждом избирательном округе Конгресса может быть только два избирательных депозитария; их может быть больше только в том случае, если округ Конгресса был реконфигурирован после десятилетней переписи. Выборочные депозитарии самостоятельно выбирают классы документов из списка, которые наилучшим образом послужат их целям.

Библиотеки-депозитарии должны содержать коллекции не менее 10000 книг, не считая коллекцию правительственных документов; существует перечень обязательных для хранения документов (англ. Core Collection). Библиотека может добровольно сложить полномочия или быть лишена статуса депозитария, если она не выполняет своих обязанностей. В любом случае библиотека должна надлежащим образом распорядиться правительственными документами, приобретёнными ею в рамках программы, поскольку эти издания являются собственностью правительства США. Документы, как правило, возвращаются в региональную библиотеку-депозитарий, а затем распространяются среди отдельных библиотек в пределах штата.
По состоянию на март 2018 года в США и на территориях имелось 1141 библиотек-депозитариев, из них 46 региональных.